# Jan Petterson
Jan Petterson es un deportista noruego que compitió en vela en la clase Soling. Ganó una medalla de oro en el Campeonato Europeo de Soling de 1985.

## Palmarés internacional
| \| Campeonato Europeo \| Campeonato Europeo \| Campeonato Europeo \| Campeonato Europeo \| \| Año \| Lugar \| Medalla \| Clase \| \| ------------------ \| ---------------------- \| ------------------ \| ------------------ \| \| 1985 \| Balatonfüred (Hungría) \| Medalla de oro \| Soling \| |                        |                |        |
| Campeonato Europeo |                        |                |        |
| Año | Lugar                  | Medalla        | Clase  |
| 1985 | Balatonfüred (Hungría) | Medalla de oro | Soling |